# Maharashtra
Maharashtra (tiếng Marathi: महाराष्ट्र, phát âm: tiếng Marathi: [məharaːʂʈrə] ⓘ, viết tắt MH) là một bang ở miền tây Ấn Độ, là bang lớn thứ ba về diện tích và lớn thứ nhì về dân số. Bang có hơn 112 triệu dân, trong đó thủ phủ Mumbai có chừng 18 triệu. Nagpur là "thủ phủ thứ hai" cũng như thủ phủ mùa đông của Maharashtra. Cơ hội kinh doanh tại Maharashtra thu hút người nhập cư từ khắp nơi trên Ấn Độ.
Maharashtra thời cổ và trung đại là lãnh thổ của các đế quốc Satavahana, Rashtrakuta, Tây Chalukya, Mughal và Maratha. Trải rộng hơn 118.809 dặm vuông Anh (307.710 km2), nó tiếp giáp với biển Ả Rập về phía tây, với các bang Karnataka, Telangana, Goa, Gujarat, Chhattisgarh, Madhya Pradesh và lãnh thổ liên bang Dadra và Nagar Haveli. Các con sông lớn là Godavari, và Krishna. Sông Narmada và Tapi chảy gần biên giới giữa Maharashtra và Madhya Pradesh và Gujarat. Maharashtra là bang đô thị hóa nhiều thứ hai Ấn Độ. Bang có nhiều nơi hành hương phổ biến với giáo đồ Hindu như Pandharpur, Dehu và Alandi. Những nơi khác cũng thu hút khách hành hương là Hazur Sahib Gurudwara tại Nanded, đền thờ Sai Baba tại Shirdi và Dikshabhumi tại Nagpur.
Maharashtra là một trong những bang phát triển nhất Ấn Độ, đóng góp 25% sản phẩm công nghiệp quốc gia và 23,2% GDP (2010–11). Tính đến  năm 2011, thu nhập bình quân đầu người là ₹1.0035 lakh (US$1,600) (trung bình quốc gia ₹0.73 lakh (US$1,100)). GDP trên đầu người vượt ngưỡng ₹1.20 lakh (US$1,900) lần đầu tiên năm 2013. Tuy nhiên, năm 2014, GDP trên đầu người giảm xuống còn ₹1.03 lakh (US$1,600) Nông nghiệp và công nghiệp chiếm phần lớn nền kinh tế. Những sản phẩm công nghiệp chính là chế phẩm hóa học, máy móc điện, vải, và dầu mỏ.